# Cessna Citation II
Cessna Citation II är ett amerikanskt jetdrivet affärsflygplan och utvecklat av Cessna Aircraft Company. 

## Användning i Sverige

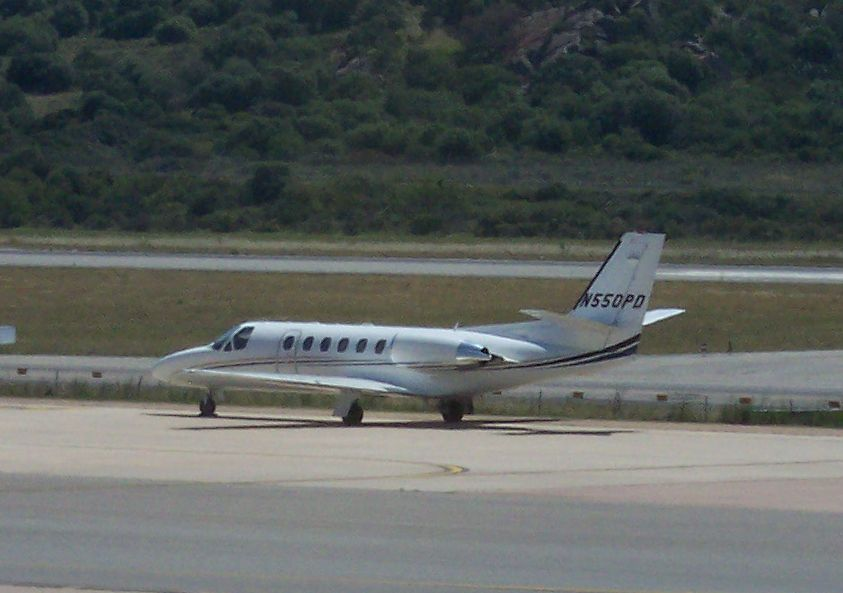
En Cessna 550 Citation II av samma typ som Tp 103

Mellan åren 1998 och 1999 ingick en Cessna 550 Citation II i Flygvapnet och benämndes Tp 103. I samband med att en Tp 101 (Beechcraft Super King Air) överfördes 1998 från F 17 Kallinge till F 7 Såtenäs för att där verka som skolplan för piloter till Lockheed C-130 Hercules (Tp 84) hyrde Försvarets materielverk (FMV) en Cessna Citation II av modell Cessna 550 Citation med registreringen SE-DVV från dåvarande Nordbanken under ett år från oktober 1998. Flygplanet baserades på F 17 Kallinge.

### Trycka källor
- ”Välkommen TP 103 Citation”. Flygvapennytt (4):  sid. 36. 1998. http://www.aef.se/Flygvapnet/Tidskrifter/FV_Nytt/Flygvapennytt_1998-4.pdf. Arkiverad 21 december 2016 hämtat från the Wayback Machine.

Noter
1. ↑  Smb.se Cessna 550 Citation II Arkiverad 23 oktober 2010 hämtat från the Wayback Machine. Läst 10 april 2011